# سی‌اس‌اس رزولوت
سی‌اس‌اس رزولوت (به انگلیسی: CSS Resolute) یک کشتی بود. این کشتی در سال ۱۸۵۸ ساخته شد.